# دیه‌گو پوتسوتو
دیه‌گو پوتسوتو (ایتالیایی: Diego Pozzetto؛ ۱۸ آوریل ۱۸۹۳ – ۲۹ مهٔ ۱۹۸۸) بازیگر اهل ایتالیا بود.
از فیلم‌هایی که وی در آن‌ها نقش داشته‌است، می‌توان به میهمان یک‌شبه، هیرود بزرگ و بن هور اشاره نمود.